# 大阪府道230号春木岸和田線
大阪府道230号春木岸和田線（おおさかふどう230ごう はるききしわだせん）は、大阪府和泉市から岸和田市に至る一般府道である。

## 概要
和泉市春木町から岸和田市沼町に至る。
法定路線名の「春木」は起点である和泉市春木町を指すが、岸和田市北部の春木地区との混同防止のために「春木（和泉）」と表示された案内標識がある。
毎年岸和田だんじり祭開催日および試験曳行日には、別所町西交差点付近から終点の沼町交差点まで交通規制（車両通行禁止）が実施される。また、岸和田市下松町および八阪町地内で起点方向への一方通行区間が存在するため、自動車による終点方向への走破はできない。

### 路線データ
- 起点：大阪府和泉市春木町（春木町交差点、大阪府道226号父鬼和気線交点）
- 終点：大阪府岸和田市沼町（沼町交差点、大阪府道204号堺阪南線交点）

## 路線状況

### 通称
- 牛滝街道（岸和田市下松町 - 同市沼町）

### 重複区間
- 大阪府道40号岸和田牛滝山貝塚線（岸和田市稲葉町・稲葉町東交差点 - 岸和田市内畑町・積川神社南交差点）
- 国道170号（岸和田市内畑町・積川神社南交差点 - 岸和田市岸の丘町2丁目・岸の丘町南交差点）

### 道路施設

#### 橋梁
- 冬堂橋（松尾川、和泉市）

新道
- 和泉春木橋（松尾川、和泉市）

## 地理

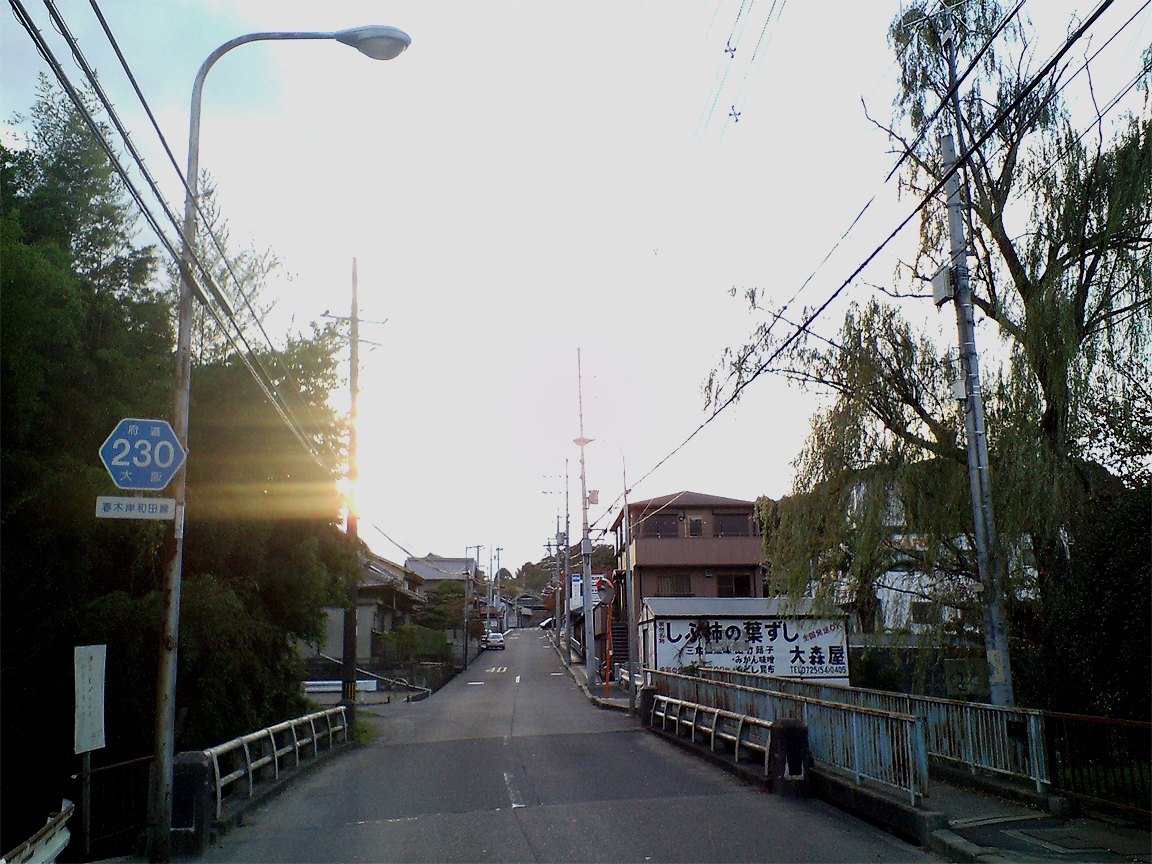
大阪府道230号春木岸和田線（旧道）
大阪府和泉市春木町

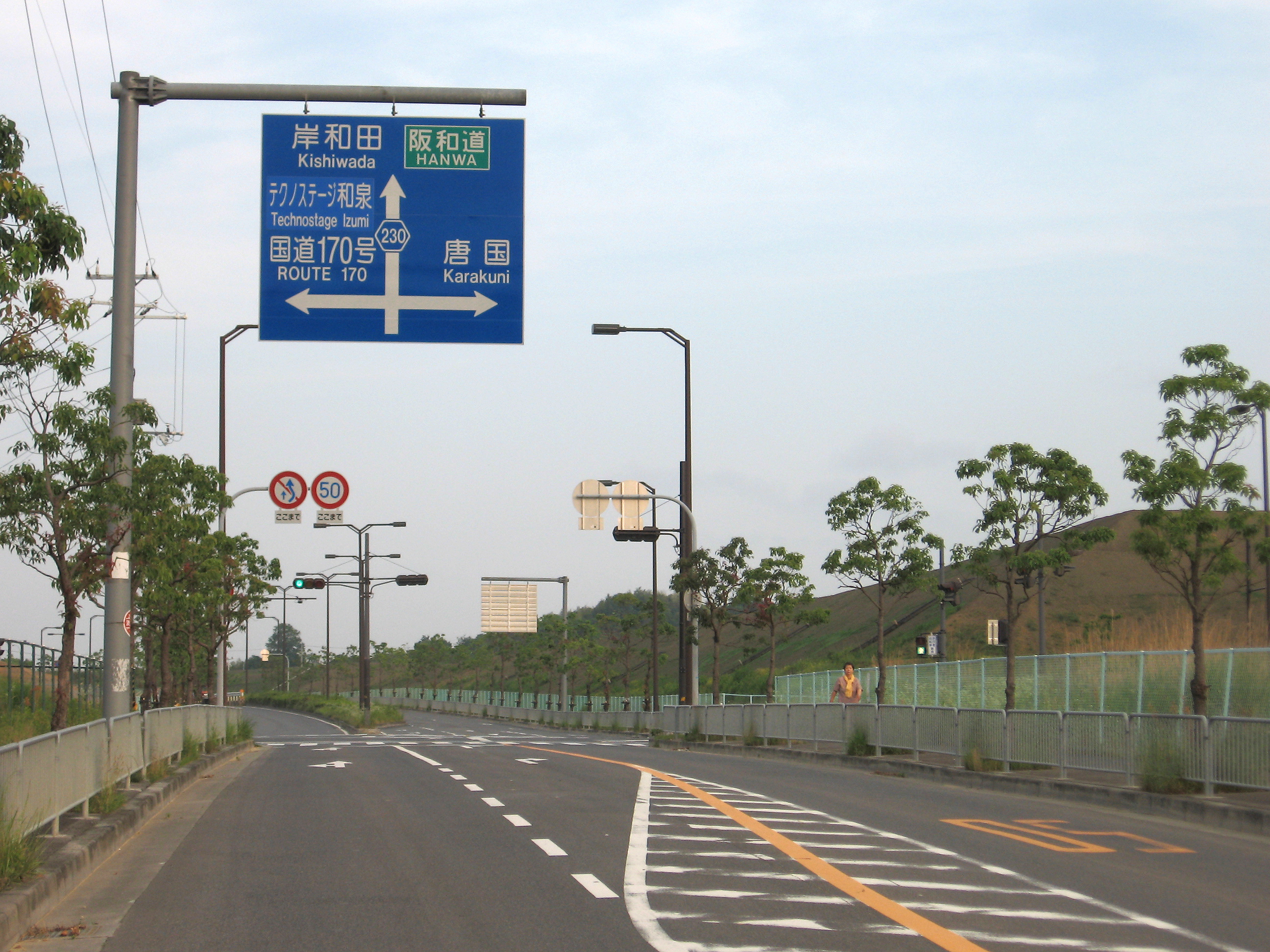
大阪府道230号春木岸和田線（新道）
大阪府和泉市あゆみ野

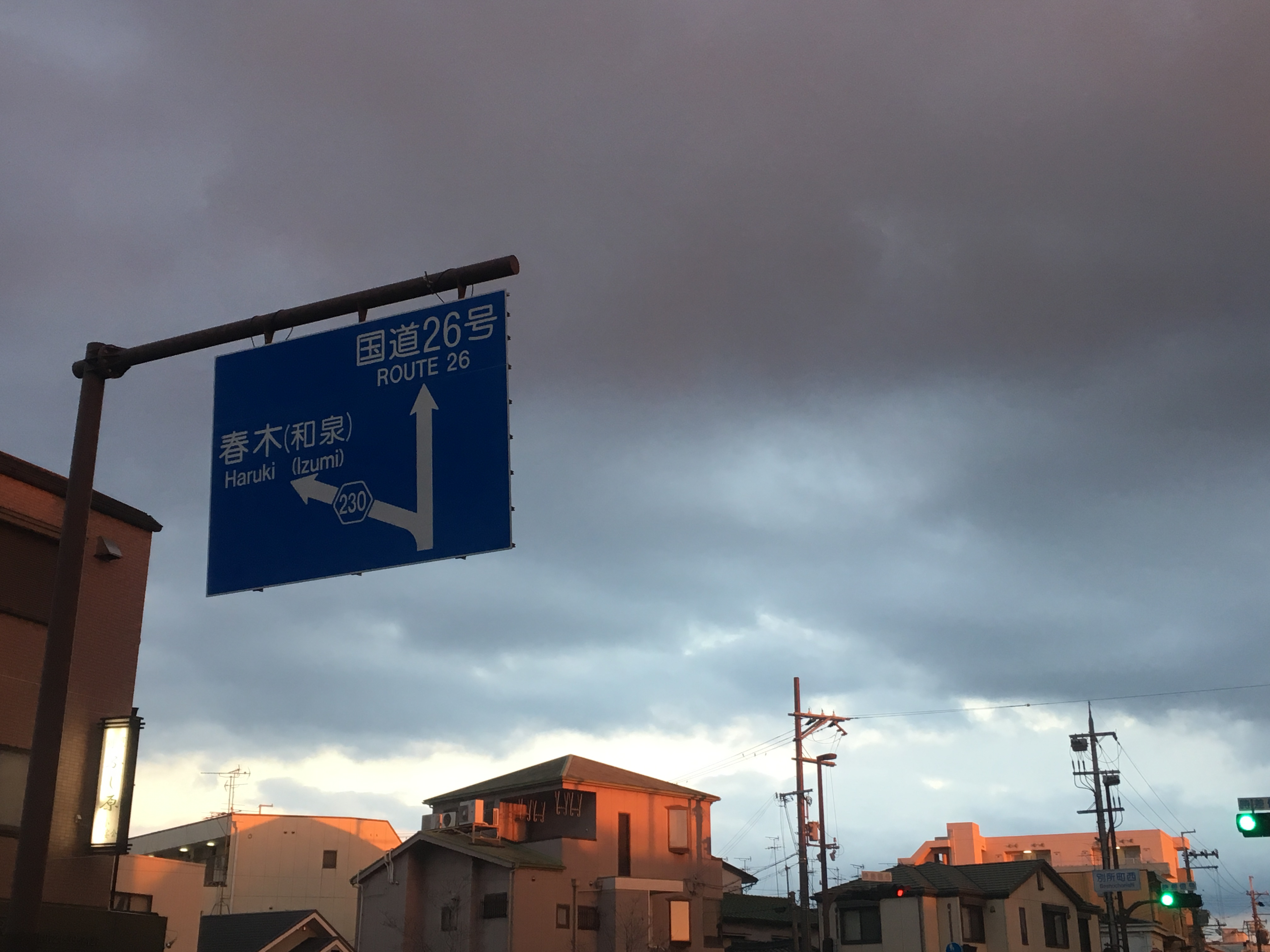
「春木（和泉）」と表示された案内標識
大阪府岸和田市別所町）

### 通過する自治体
- 大阪府
  - 和泉市 - 岸和田市

### 交差する道路
| 交差する道路                                                       | 市町村名 | 交差する場所        | 交差する場所 |
| ------------------------------------------------------------------ | -------- | ------------------- | --- |
| 大阪府道226号父鬼和気線                                            | 和泉市   | 春木町              | 春木町交差点 / 起点                                                                                                |
| 和泉市道唐国久井線                                                 | 和泉市   | テクノステージ2丁目 | |
| 大阪府道40号岸和田牛滝山貝塚線 重複区間起点                        | 岸和田市 | 稲葉町              | 稲葉町東交差点 |
| 国道170号 重複区間起点 大阪府道40号岸和田牛滝山貝塚線 重複区間終点 | 岸和田市 | 内畑町              | 積川神社南交差点                                                                                                   |
| 国道170号 重複区間終点                                             | 岸和田市 | 岸の丘町2丁目       | 岸の丘町南交差点                                                                                                   |
| 大阪府道30号大阪和泉泉南線                                         | 岸和田市 | 下松町4丁目         | 下松交差点 |
| 国道26号                                                           | 岸和田市 | 八阪町2丁目         | 八阪町交差点 |
| 大阪府道227号和気岸和田線                                          | 岸和田市 | 別所町1丁目         | |
| 大阪府道204号堺阪南線                                              | 岸和田市 | 沼町                | 沼町交差点 / 終点                                                                                                  |
| 新道                                                               |          |                     | |
| 大阪府道226号父鬼和気線 和泉市道光明池春木線                       | 和泉市   | 春木町              | 春木北交差点 / 新道起点【北緯34度26分16.6秒 東経135度27分15.5秒 / 北緯34.437944度 東経135.454306度】               |
| 和泉市道唐国久井線                                                 | 和泉市   | あゆみ野3丁目       | あゆみ野三丁目南交差点                                                                                             |
| E26 阪和自動車道                                                   | 和泉市   | 唐国町              | 16 岸和田和泉IC |
| 大阪府道40号岸和田牛滝山貝塚線                                     | 岸和田市 | 稲葉町              | 岸和田和泉インター西交差点 / 新道終点【北緯34度26分15.6秒 東経135度26分22.3秒 / 北緯34.437667度 東経135.439528度】 |

### 交差する鉄道
- 阪和線
- 南海本線

### 沿線
- 春日神社
- ららぽーと和泉
- テクノステージ和泉
- ゆめみヶ丘岸和田
- 近畿職業能力開発大学校
- 大阪府営蜻蛉池（とんぼいけ）公園
- 岸和田市立光明小学校
- 岸和田市立桜台中学校
- 岸和田市立常盤小学校
- JR西日本阪和線 下松駅
- 岸和田市立産業高等学校
- ウィンディ岸和田
- 岸和田天神宮
- 南海本線 岸和田駅
- 岸和田郵便局